# Drensko Rebro
Drensko Rebro je naselje u slovenskoj Općini Kozju. Drensko Rebro se nalazi u pokrajini Štajerskoj i statističkoj regiji Savinjskoj. 

## Stanovništvo
Prema popisu stanovništva iz 2002. godine naselje je imalo 173 stanovnika.